# بيدرو ألبينو
بيدرو ألبينو (21 ديسمبر 1998 في البرتغال - ) هو لاعب كرة قدم برتغالي في مركز الدفاع.

## وصلات خارجية
- بيدرو ألبينو على موقع قاعدة بيانات كرة القدم.إي يو (الإنجليزية)
- بيدرو ألبينو على موقع Soccerway.com (الإنجليزية)